# Mistrzostwa NCAA Division I w Zapasach w 1975
Mistrzostwa NCAA Division I w zapasach rozgrywane były w Princeton w dniach 13–15 marca 1975 roku. Zawody odbyły się w Jadwin Gymnasium, na terenie Uniwersytetu Princeton.

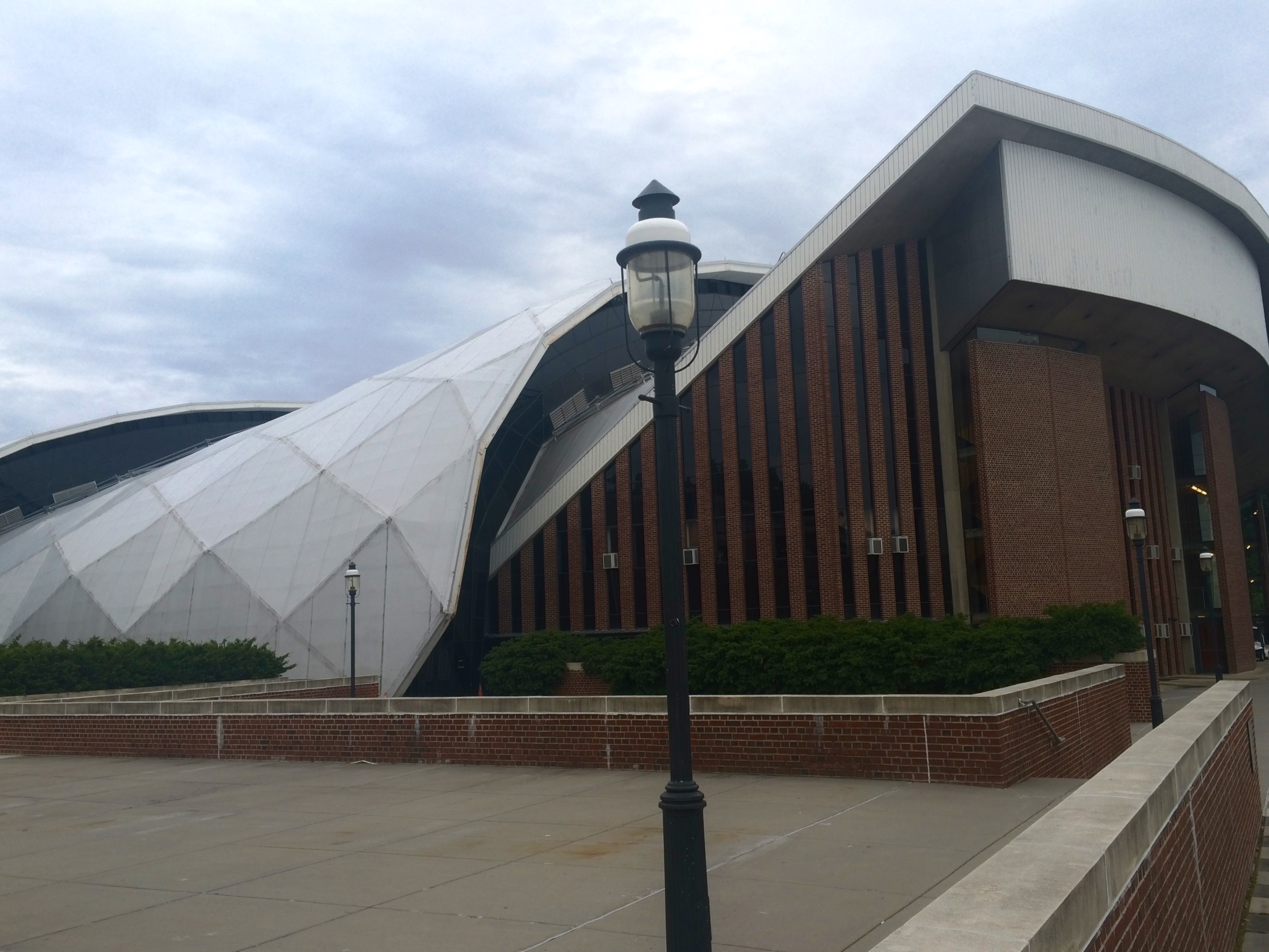
Hala

- Outstanding Wrestler – Mike Frick

## Wyniki

### Drużynowo
| Kolejność | Szkoła                          | Zespół         |
| --------- | ------------------------------- | -------------- |
| 1.        | University of Iowa              | Hawkeyes       |
| 2.        | University of Oklahoma          | Sooners        |
| 3.        | Iowa State University           | Cyclones       |
| 4.        | Oklahoma State University       | Cowboys        |
| 5.        | Lehigh University               | Mountain Hawks |
| 6.        | University of Wisconsin-Madison | Badgers        |

### All American

#### 118 lb
| Lp. | Zawodnik       | Szkoła          |
| --- | -------------- | --------------- |
| 1.  | Shawn Garel    | Oklahoma        |
| 2.  | Jim Brown      | Michigan        |
| 3.  | Myron Shapiro  | Toledo          |
| 4.  | Nick Gallo     | Hofstra         |
| 5.  | Nabil Guketlov | Montclair State |
| 6.  | Mike Land      | Iowa State      |

#### 126 lb
| Lp. | Zawodnik      | Szkoła         |
| --- | ------------- | -------------- |
| 1.  | John Fritz    | Penn State     |
| 2.  | Pat Milkovich | Michigan State |
| 3.  | Joe Corso     | Purdue         |
| 4.  | Jack Reinwand | Wisconsin      |
| 5.  | Bob Antonacci | Iowa State     |
| 6.  | Toshi Oonishi | Washington     |

#### 134 lb
| Lp. | Zawodnik          | Szkoła         |
| --- | ----------------- | -------------- |
| 1.  | Mike Frick        | Lehigh         |
| 2.  | Brian Beatson     | Oklahoma       |
| 3.  | Mark Belknap      | William & Mary |
| 4.  | Jim Miller        | Northern Iowa  |
| 5.  | Steve Barrett     | Oklahoma State |
| 6.  | Rande Stottlemyer | Pittsburgh     |

#### 142 lb
| Lp. | Zawodnik      | Szkoła                |
| --- | ------------- | --------------------- |
| 1.  | Jim Bennett   | Yale                  |
| 2.  | Andre Allen   | Northwestern          |
| 3.  | Rodger Warner | California Poly-State |
| 4.  | Steve Randall | Oklahoma State        |
| 5.  | Ken Snyder    | Northern Iowa         |
| 6.  | Alan Housner  | Purdue                |

#### 150 lb
| Lp. | Zawodnik     | Szkoła         |
| --- | ------------ | -------------- |
| 1.  | Chuck Yagla  | Iowa           |
| 2.  | Lee Kemp     | Wisconsin      |
| 3.  | Paul Martin  | Oklahoma State |
| 4.  | Pete Galea   | Iowa State     |
| 5.  | Doug Ziebart | Oregon State   |
| 6.  | Randy Watts  | Bloomsburg     |

#### 158 lb
| Lp. | Zawodnik         | Szkoła      |
| --- | ---------------- | ----------- |
| 1.  | Dan Holm         | Iowa        |
| 2.  | John Janiak      | Syracuse    |
| 3.  | Larry Zilverberg | Minnesota   |
| 4.  | Rod Kilgore      | Oklahoma    |
| 5.  | Dave Chandler    | Boise State |
| 6.  | Dan Brink        | Michigan    |

#### 167 lb
| Lp. | Zawodnik       | Szkoła                |
| --- | -------------- | --------------------- |
| 1.  | Ron Ray        | Oklahoma State        |
| 2.  | Cliff Hatch    | California Poly-State |
| 3.  | Joe Carr       | Kentucky              |
| 4.  | Bernie Barrile | Purdue                |
| 5.  | Jeff Callard   | Oklahoma              |
| 6.  | Jerry Villecco | Penn State            |

#### 177 lb
| Lp. | Zawodnik        | Szkoła         |
| --- | --------------- | -------------- |
| 1.  | Mark Lieberman  | Lehigh         |
| 2.  | Chris Campbell  | Iowa           |
| 3.  | Willie Gadson   | Iowa State     |
| 4.  | Scott Klippert  | Northwestern   |
| 5.  | Dave McQuaig    | Oklahoma State |
| 6.  | Bill Shuffstall | Slippery Rock  |

#### 190 lb
| Lp. | Zawodnik       | Szkoła             |
| --- | -------------- | ------------------ |
| 1.  | Al Nacin       | Iowa State         |
| 2.  | Greg Stevens   | Iowa               |
| 3.  | Laurent Soucie | Wisconsin          |
| 4.  | Brad Rheingans | North Dakota State |
| 5.  | Bob Orwig      | Air Force          |
| 6.  | Mark Tiffany   | Northern Illinois  |

#### UNL
| Lp. | Zawodnik         | Szkoła         |
| --- | ---------------- | -------------- |
| 1.  | Larry Bielenberg | Oregon State   |
| 2.  | Greg Gibson      | Oregon         |
| 3.  | John Bowlsby     | Iowa           |
| 4.  | Bill Kalkbrenner | Oklahoma       |
| 5.  | Terry DeStito    | Lehigh         |
| 6.  | Larry Avery      | Michigan State |